# Senovo
Senovo je naselje u Općini Krško u istočnoj Sloveniji. Senovo se nalazi u pokrajini Štajerskoj i statističkoj regiji Posavskoj. 

## Stanovništvo
Prema popisu stanovništva iz 2002. godine Senovo je imalo 2.448 stanovnika.

## Vanjske poveznice
- Satelitska snimka naselja  Arhivirana inačica izvorne stranice od 29. srpnja 2017. (Wayback Machine)